# 7,7-cm-Flak L/29
Die 7,7-cm-Flak L/29 war eine Feld- und Flugabwehrkanone des Deutschen Kaiserreiches und wurde vor dem Ersten Weltkrieg als Prototyp entwickelt.

## Entwicklung
Um die Entwicklung für Flugabwehrgeschütze weiter voranzutreiben, begann die Friedrich Krupp AG die 7,7-cm-Flak L/27 weiterzuentwickeln und versuchte, Verbesserungen einzubringen. Daraus entstand die 7,7-cm-Flak L/29, welcher allerdings nicht überzeugte und nicht in den Bestand der Armee aufgenommen wurde.

## Technische Beschreibung
Die 7,7-cm-Flak L/29 verfügte über ein Vollrohr mit einem halbselbsttätigen Fallblockverschluss. Um den Rückstoß nach der Schussabgabe abzufangen, wurde eine Rohrrücklaufbremse verbaut. Damit das Geschützrohr wieder in seine Ausgangsposition zurück glitt, verfügte die Flak über einen Federvorholer. Die Rohrwiege lag auf einem nach hinten verlegten Schildzapfen. Um das Vordergewicht von Rohrwiege und Geschützrohr auszugleichen, wurde ein Federausgleicher verbaut.
Die Höhen- und Seitenrichtmaschine setzte sich aus einem linksseitigen Antrieb mit Handrad, Antriebswelle und Schneckenrad, sowie einem rechtsseitigen Antrieb mit Handrad und Kegelradübertragung zusammen. Mit dem linksseitigen Antrieb wurde der Höhenwinkel eingestellt. Dieser reichte von −10 Winkelgrad bis + 70 Winkelgrad. Der rechtsseitige Antrieb war für das Seitenrichten verantwortlich. Zu jeder Seite konnte das Geschütz um 20 Winkelgrad gedreht werden. Alles darüber hinaus musste durch Drehen der gesamten Lafette bewerkstelligt werden. Beide Antriebe konnten unabhängig voneinander genutzt werden.
Unter der Lafette befand sich ein pfahlförmiger Vordersporn. Dieser wurde im Erdboden verankert und stabilisierte damit das Geschütz. Je nach Bodenart konnten unterschiedlich lange Sporne angebracht werden, welche auf der Protze mitgeführt wurden. Der Vordersporn wurde durch eine Radbahn durchgeführt. Dies bestand aus Stahlblech und sollte das Einsinken und Einschneiden der Räder in den Boden verhindern. Die Radbahn wurde ebenfalls auf der Protze transportiert. Das seitliche Schwenken fand dort mithilfe eines Antriebes auf einer speziellen Schiene für den Lafettenschwanz statt.
Für die Bedienmannschaft verfügte die Lafette über zwei Sitze. Darauf fanden der Richtkanonier und der Verschlusswart platz. Der Geschützschild war einteilig und mit einer Schartenhaube sowie verschließbaren Öffnungen ausgestattet. Am oberen Ende des Geschützschildes befand sich ein Hilfsvisier, welches zur groben Seitenrichtung diente. Die Visiereinrichtung bestand weiterhin aus einem Rundblickfernrohr, einem Geländewinkelmesser und einer Vorrichtung zum Ausgleich eines schiefen Radstandes. Diese Visierung befand sich am linken Schildzapfen. Damit konnten sowohl Luftziele, als auch Erdziele bekämpft werden. Eine letzte Möglichkeit der Visierung befand sich direkt auf dem Geschützrohr in Form von Kimme und Korn.
Die verwende Munition bestand aus der Feldschrapnellgranate 96 mit einem Gewicht von 6,85 kg. Als Zünder wurde der Doppelzünder 96 n/A. verwendet. Auf der Protze konnten insgesamt 24 Granaten mitgeführt werden. Mit einer Mündungsgeschwindigkeit von 465 m/s konnten die Granaten bis zu 7,8 km weit oder 4,25 km hoch gefeuert werden.

## Ergebnis
Das seitliche Schwenken des Lafettenschwanzes mittels eines eigenen Antriebes hatte sich bei schlechten Bodenverhältnissen als sehr schwer ausführbar erwiesen, weshalb man diese Art der seitlichen Richtung nicht weiter verfolgte. Die Konstruktion mit einem Vordersporn und einer Radbahn hingegen wurde für gut befunden uns später in weiteren Entwürfen übernommen und verbessert.
Trotz allem hatte das Geschütz bei Tests und Vorführungen nicht überzeugt, da es im Bereich des seitlichen Richtens als ungenügend eingestuft wurde. Weiterhin erforderte das Aufstellen und Einrichten der Feuerstellung sehr viel Zeit, was für die schnellen und kurzen Einsätze von gegnerischen Luftfahrzeugen nicht akzeptabel war.